# Stephen F. Windon
Stephen F. Windon (* 1959 in Sydney, New South Wales) ist ein australischer Kameramann.

## Leben
Seine Karriere als Kameramann begann Windon Ende der 1980er Jahre u. a. als Kameramann der Second Unit für den Film Crocodile Dundee II. Im selben Jahr war er auch erstmals als eigenständiger Kameramann tätig. Er war u. a. an sechs Teilen der Filmreihe Fast & Furious beteiligt.
2011 wurde er für seine Kameraarbeit an der Miniserie The Pacific mit einem ASC Award ausgezeichnet. Zudem erhielt er von der Australian Cinematographers Society einen Golden Tripod. 
Sein Bruder Marc Windon ist ebenfalls als Kameramann tätig.

## Filmografie (Auswahl)
- 1994: Rapa Nui – Rebellion im Paradies (Rapa Nui)
- 1997: Postman
- 1998: Firestorm – Brennendes Inferno (Firestorm)
- 1998: The Patriot – Kampf ums Überleben (The Patriot)
- 1999: Deep Blue Sea
- 2002: The Tuxedo – Gefahr im Anzug (The Tuxedo)
- 2004: Anacondas: Die Jagd nach der Blut-Orchidee (Anacondas: The Hunt for the Blood Orchid)
- 2005: House of Wax
- 2006: The Fast and the Furious: Tokyo Drift
- 2010: The Pacific (Miniserie)
- 2011: Fast & Furious Five (Fast Five)
- 2011: Die Trauzeugen (A Few Best Men)
- 2013: G.I. Joe – Die Abrechnung (G.I. Joe: Retaliation)
- 2013: Fast & Furious 6
- 2015: Fast & Furious 7 (Furious 7)
- 2016: Star Trek Beyond
- 2017: Fast & Furious 8 (The Fate of the Furious)
- 2020: Sonic the Hedgehog
- 2021: Fast & Furious 9 (F9)
- 2022: The Gray Man
- 2023: Fast & Furious 10 (Fast X)
- 2025: The Electric State